# NGC Daddy
Alexsandro do Nascimento de Melo, mais conhecido pelo nome artístico NGC Daddy (Rio de Janeiro, 6 de março de 2002), é um rapper e compositor brasileiro. Ficou conhecido nacionalmente pelas canções "Love and Choppa", "Glockada", e "Sangue Ruim". Atualmente o artista se encontra entre os maiores nomes do subgênero trap no Brasil. O rapper soma dois certificados de platina, um certificado de ouro, uma indicação em prêmiação nacional, e doze singles lançados. Daddy também é sócio-fundador da gravadora NGC Records.

## Início da vida
Alexsandro do Nascimento de Melo nasceu no dia 6 de março em 2002 no Rio de Janeiro, e foi criado no Complexo do Alemão. Aquiriu gosto pela música ainda na pré-adolescência, numa época de grande circulação dos famosos DVDs piratas de videoclipes de hip hop internacional, a qual foi sua fonte de inspiração.

## Carreira

### 2018—2021: Início, sucesso nacional
O artista é conhecido por canções com letras de conteúdo explícito sobre a realidade das favelas cariocas. Apesar das restrições das execuções de suas canções em veículos como rádio e TV aberta, NGC Daddy alcançou o sucesso nacional através dos streamings na Internet, durante o período de pandemia do Covid-19. Atualmente o artista é um dos principais nomes do trap brasileiro e do Rio de Janeiro.
Seu primeiro sucesso nacional foi "Love and Choppa", que foi composta pelo artista quando tinha apenas 16 anos de idade. "Love and Choppa" alcançou a 67° posição na tabela da Apple Music Brazil, e foi certificado como single de platina. Seu segundo maior sucesso foi "Glokada", que foi certificado como single de platina. "Glokada" entrou em alguns Top 100 das principais tabelas músicais, chegando na 17° posição da Apple Music Brazil, na 59° posição do iTunes Brazil Charts, no 29° em alta YouTube, e na 91° posição do Spotify Brazil Chart. Seu terceiro maior sucesso é "Sangue Ruim", que foi certificado como single de Ouro. Outras de suas canções de sucesso é "Bag de Grife" que foi uma das canções de rap mais ouvidas no Brasil em 2022, "La-La Gang" com Filipe Ret, e "Bendito" que alcançou a 31° posição no Top 100 do iTunes Brazil Charts. Estas canções foram lançadas entre 2018 á 2021, sendo o último lançamento de 2021 o single "Aonde Eu Sou Cria", juntamente com Borges, que alcançou mais de dez milhões de acessos no YouTube em uma semana de lançamento e chegou na 43° posição na tabela da Apple Music Brazil.

### 2022—presente:Real Underground
Seu primeiro lançamento de 2022 foi "Real Underground". O single foi lançado em 10 de fevereiro nas plataformas de streamings, juntamente com seu videoclipe no YouTube.

## Singles
| Título                                                                                  | Melhores posições (streamings) | Certificação   |
| Título                                                                                  | BRA                            | Certificação   |
| --------------------------------------------------------------------------------------- | ------------------------------ | -------------- |
| "Love and Choppa"                                                                       | 67                             | (PMB): Platina |
| "Sangue Ruim"                                                                           | —                              | (PMB): Ouro    |
| "La Chica"                                                                              | —                              |                |
| "Ouro Branco"                                                                           | —                              |                |
| "Glokada"                                                                               | 17                             | (PMB): Platina |
| "Bendito"                                                                               | 31                             |                |
| "La-La Gang" (c/ Filipe Ret)                                                            | 9                              |                |
| "Coisas Leves" (ft. MD Chefe)                                                           | —                              |                |
| "Bag de Grife"                                                                          | 46                             |                |
| "Ruas de Sangue"                                                                        | —                              |                |
| "Real Underground"                                                                      | —                              |                |
| "Aonde Eu Sou Cria" (c/ Borges)                                                         | 43                             |                |
| "—" denota singles que não entraram nas paradas musicais ou não foram lançados no país. |                                |                |

## Prêmios e indicações
| Ano  | Prêmio                         | Categoria           | Nomeação                                | Resultado | Ref.   |
| ---- | ------------------------------ | ------------------- | --------------------------------------- | --------- | ------ |
| 2021 | Prêmio Genius Brasil de Música | Melhor Instrumental | Borges, NGC Daddy - "Aonde Eu Sou Cria" | Indicado  | [ 20 ] |